# Sture Lönnerstrand
John Sture Lennart Lönnerstrand, född 13 mars 1919 i Jönköping, död 30 september 1999 i Hägersten, var en svensk författare inom science fiction. Han var en svensk SF-pionjär.

## Biografi
Efter studentexamen 1937 började han studera vid Lunds universitet, och debuterade 1939 med diktsamlingen Ung mans gåtor. Därefter återvände han till Stockholm och utgav där 1941 den säregna Där, ett fantasyepos i lyrisk form, till stilen inspirerad av Eddan - den nyutgavs 2001 av förlaget Paradishuset. Lönnerstrand skrev novellserien Mellan fantasi och verklighet i veckotidningen Levande Livet. I den serien publicerades från 1943 till och med 1945 över 70 noveller. 13 av dem hade gemensam huvudperson, Dotty Virvelvind, en tonåring med superkrafter bosatt i en amerikansk småstad. Efter novellerna blev Dotty seriehjältinna tecknad av Björn Karlström efter manus av Lönnerstrand. Serien fortsatte i Levande Livet fram till slutet av 1946.
Lönnerstrand övergick från novellistiken till att i stället koncentrera sig på längre verk. Han publicerade följetonger i bland annat Året Runt och Vecko-Revyn, utgav 1951 den modernistiska diktsamlingen Den oupphörliga (incestrala) blodsymfonien och vann därefter Bonniers förlags tävling om bästa svenska science fiction-roman för ungdom med Rymdhunden, som utkom 1954. Samtidigt hade hans författarskap mattats efter en svår bilolycka och frånsett en handfull noveller, läsdramat Virus (1960) och några radiopjäser publicerade han under resten av livet främst fakta. Hans mest framgångsrika verk blev den föregivet populärvetenskapliga Shanti Devi, en berättelse om reinkarnation, originalutgiven 1994 och därefter översatt till flera språk.
Vid sidan av författarskapet var Lönnerstrand också den svenska science fiction-fandoms mer eller mindre grundare och förste helt dominerande gestalt. Redan 1950 grundade han och Roland Adlerberth sf-föreningen Futura, landets största fram till dess den hösten 1957 upplöstes och uppgick i den då nybildade SF Union Skandinavien. Som Futuras ordförande var Lönnerstrand också flitig skribent i flera av 1950-talets fanzines, främst Futuras eget, också det kallat Futura. Han var ordförande för den andra svenska sf-kongressen, Stockon, i Stockholm 1957, myntade begreppet faktasi som förslag till svensk benämning på science fiction och ingick i sf-tidskriften Häpna!s redaktion.